# 보조 아웅 산 박물관

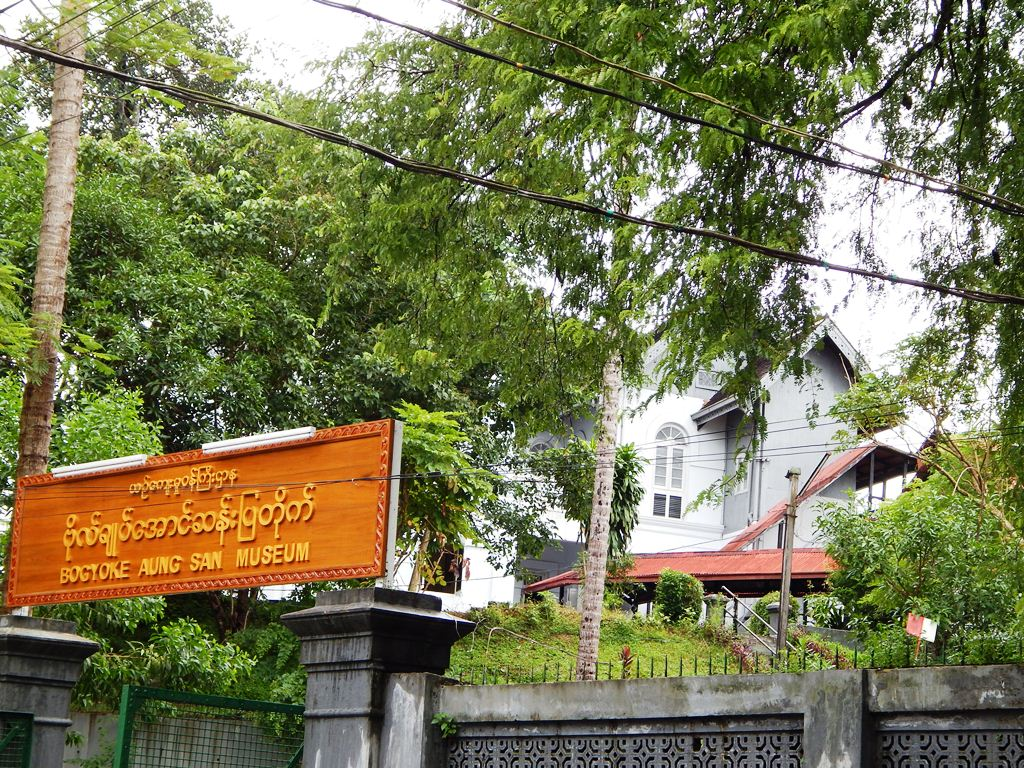

보조 아웅산 박물관(ဗိုလ်ချုပ် အောင်ဆန်း ပြတိုက်)은 미얀마 양곤에 있는 박물관이다. 아웅산이 살았던 집을 박물관으로 꾸몄다. 정문 옆 차고에는 아웅산이 탔던 자동차가 보관되어 있다. 박물관 안에는 주로 당시 생활했던 가구와 가족 사진들로 꾸며져 있다.